# Fellingshausen
Fellingshausen ist der nach Einwohnerzahl zweitgrößte Ortsteil der Gemeinde Biebertal im mittelhessischen Landkreis Gießen. Der Ort liegt im Tal des Bieber-Nebenflusses Kehlbach am Südostfuße des 498 m hohen Dünsberges, der zugleich der höchste Punkt der Gemarkung ist.

## Geographische Lage

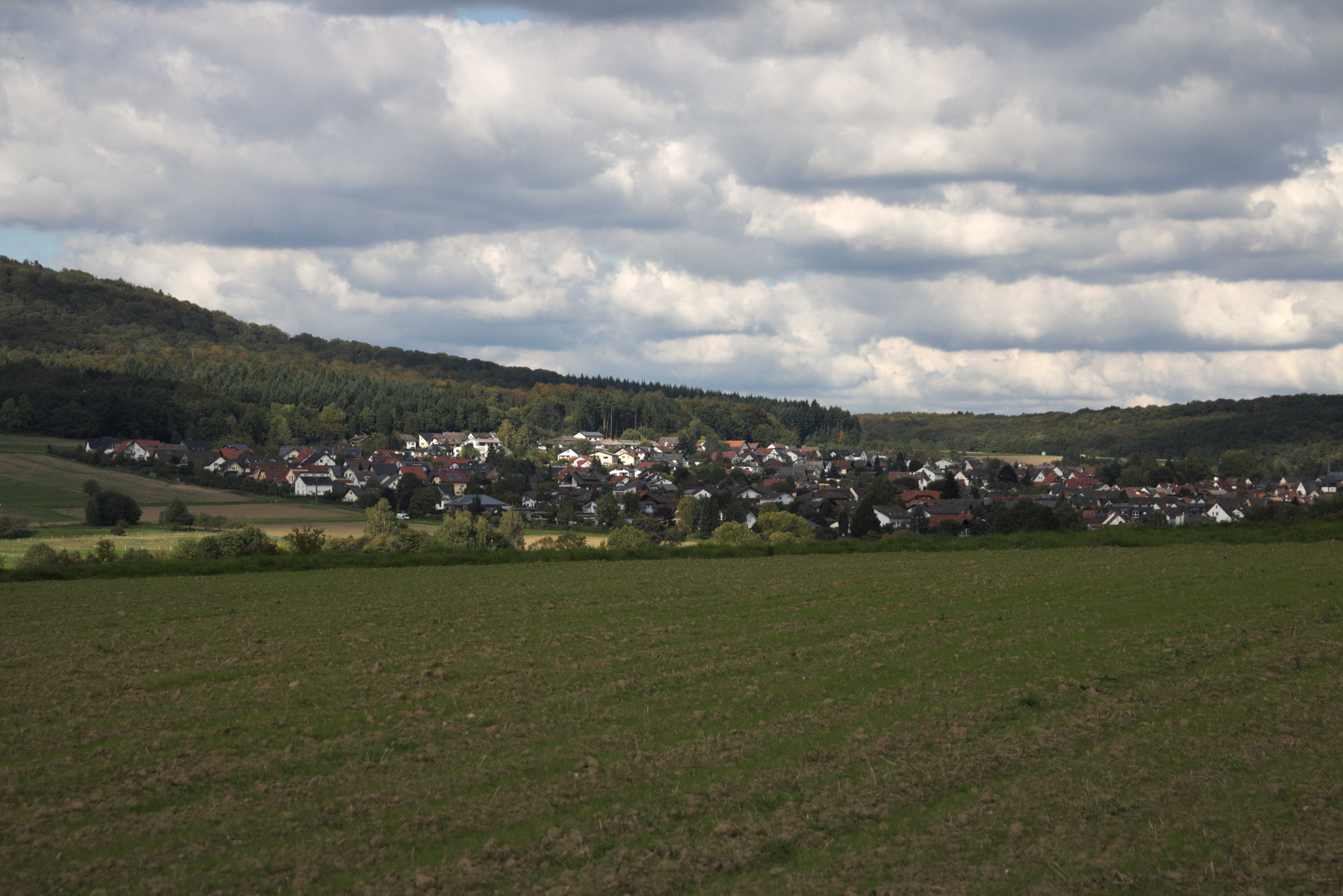
Fellingshausen von Rodheim aus gesehen.

Fellingshausen liegt 10 km von Gießen und 14 km von Wetzlar entfernt, südwestlich angrenzend an eines der größten zusammenhängenden Waldgebiete Hessens, den Krofdorfer Forst (auch Preußischer Wald). In unmittelbarer Nachbarschaft liegen die Orte Krumbach (Biebertal), Krofdorf-Gleiberg (Wettenberg), Vetzberg (Biebertal) und Rodheim-Bieber (Biebertal).

## Geschichte

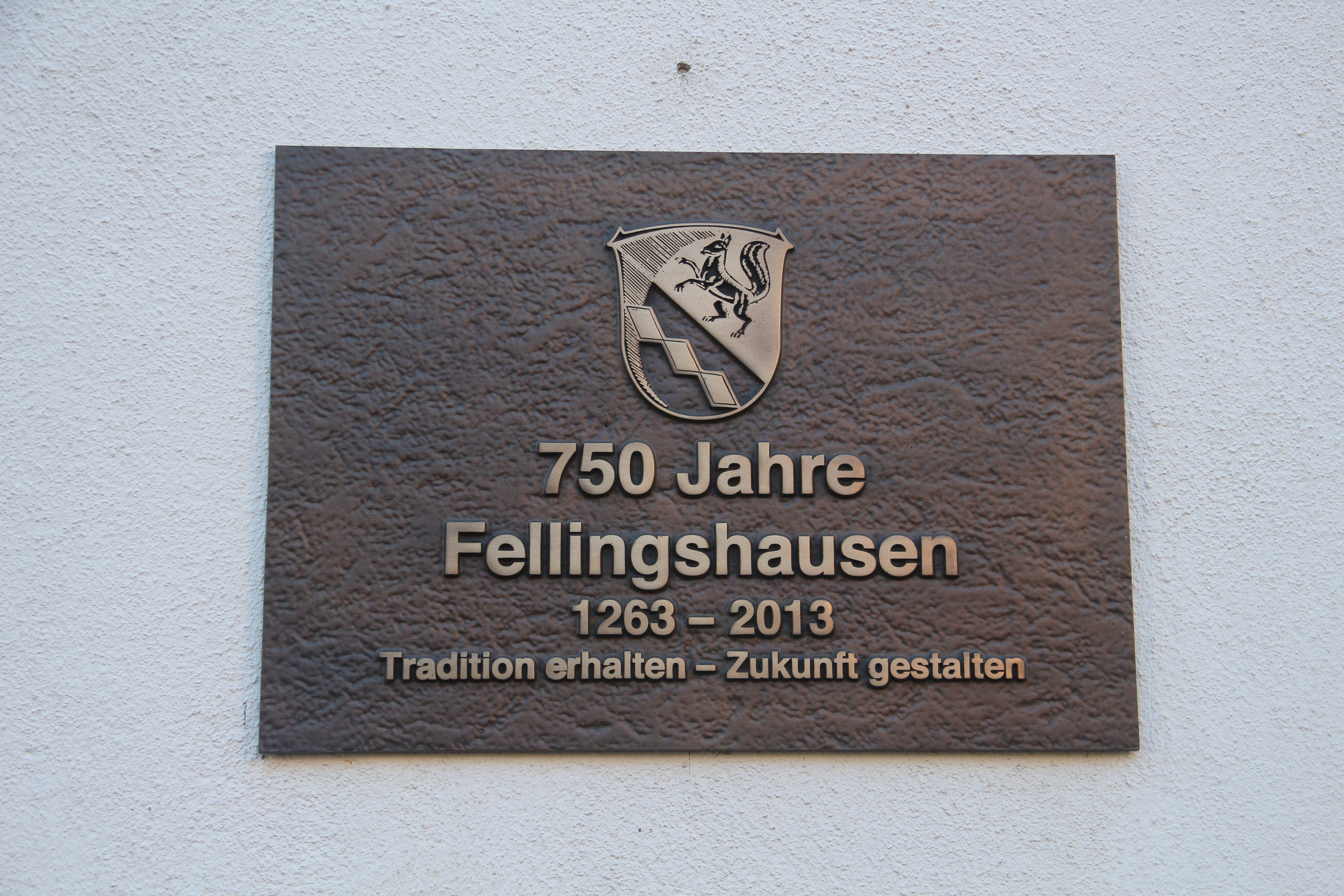
Gedenktafel zum Jubiläum 2013 am ehem. Backhaus

### Überblick
Fellingshausen wurde erstmals 1263 als Velinghishusin urkundlich erwähnt, sicher ist aber, dass es schon zur Keltenzeit auf dem Dünsberg eine beachtliche Siedlung gegeben haben muss. In erhaltenen Urkunden späterer Zeit wurde Fellingshausen unter den folgenden Ortsnamen erwähnt (in Klammern das Jahr der Erwähnung): Fellenkusen (1344) und Fellinxhusen (1470).
Die Statistisch-topographisch-historische Beschreibung des Großherzogthums Hessen berichtet 1830 über Fellingshausen:

„Fellingshausen (L. Bez. Giessen) evangel. Filialdorf; liegt 2 St von Giessen am Dünsberg, so wie an der von Giessen nach Biedenkopf führenden Chaussee, hat, mit 2⁄3 von Bieber 101 Haus und 552 evangelische Einwohner, so wie 3 Mühlen. – Der Ort gehörte zum Gericht Lollar, welches zwischen Hessen und Nassau gemeinschaftlich war. Bei der Theilung dieses Gerichts im Jahr 1585 kam Fellingshausen ausschließend an Hessen.“

Fellingshausen wechselte im Laufe der Geschichte mehrmals seinen Landesherren. Bis 1866 gehörte es zur Landgrafschaft Hessen bzw. Großherzogtum Hessen(-Darmstadt). Nach dem 1866 verlorenen preußisch-österreichischen Krieg mussten das Hessische Hinterland (Kreis Biedenkopf) an Preußen abgetreten werden. Fellingshausen kam zur Provinz Hessen-Nassau. 1946 mit den Neuordnungen nach dem Zweiten Weltkrieg wurde es wieder hessisch mit der Gründung des Bundeslandes Hessen.
Hessische Gebietsreform (1970–1977)
Im Zuge der Gebietsreform in Hessen fusionierte die selbstständige Gemeinde Fellingshausen zum 1. Dezember 1970 freiwillig mit den Gemeinden Königsberg, Krumbach, Rodheim-Bieber und Vetzberg zur neuen Großgemeinde Biebertal. Für Fellingshausen wurde wie für alle ehemals eigenständigen Gemeinden ein Ortsbezirk mit Ortsbeirat und Ortsvorsteher eingerichtet. Sitz der Gemeindeverwaltung wurde Rodheim-Bieber.

### Verwaltungsgeschichte im Überblick
Die folgende Liste zeigt die Staaten und Verwaltungseinheiten, denen Fellingshausen angehört(e):
- 1470 und später: Heiliges Römisches Reich, Gemeines Land an der Lahn, Gericht Krofdorf (Kondominium: Grafschaft Nassau und  Landgrafschaft Hessen)
- ab 1567: Heiliges Römisches Reich, Landgrafschaft Hessen-Marburg, Gemeines Land an der Lahn (Kondominium)
- ab 1585: Heiliges Römisches Reich, Landgrafschaft Hessen-Marburg, Gemeines Land an der Lahn (Fellingshausen wird rein hessisch)
- 1604–1648: Heiliges Römisches Reich, strittig zwischen Landgrafschaft Hessen-Darmstadt und Landgrafschaft Hessen-Kassel (Hessenkrieg)
- ab 1604: Heiliges Römisches Reich, Landgrafschaft Hessen-Darmstadt, Oberfürstentum Hessen, Oberamt Gießen (ab 1789)[9][10]
- ab 1806: Großherzogtum Hessen,[Anm. 2] Fürstentum Oberhessen, Landamt Gießen[11]
- ab 1815: Großherzogtum Hessen, Provinz Oberhessen, Landamt Gießen[12]
- ab 1821: Großherzogtum Hessen, Provinz Oberhessen, Landratsbezirk Gießen[Anm. 3]
- ab 1832: Großherzogtum Hessen, Provinz Oberhessen, Kreis Gießen
- ab 1848: Großherzogtum Hessen, Regierungsbezirk Gießen
- ab 1852: Großherzogtum Hessen, Provinz Oberhessen, Kreis Gießen
- ab 1867: Norddeutscher Bund, Königreich Preußen,[Anm. 4] Provinz Hessen-Nassau, Regierungsbezirk Wiesbaden, Kreis Biedenkopf (übergangsweise Hinterlandkreis)[10]
- ab 1871: Deutsches Reich, Königreich Preußen, Provinz Hessen-Nassau, Regierungsbezirk Wiesbaden, Kreis Biedenkopf
- ab 1918: Deutsches Reich, Freistaat Preußen, Provinz Hessen-Nassau, Regierungsbezirk Wiesbaden, Kreis Biedenkopf
- ab 1932: Deutsches Reich, Freistaat Preußen, Provinz Hessen-Nassau, Regierungsbezirk Wiesbaden, Kreis Wetzlar
- ab 1944: Deutsches Reich, Freistaat Preußen, Provinz Nassau, Kreis Wetzlar
- ab 1945: Deutsches Reich, Amerikanische Besatzungszone,[Anm. 5] Groß-Hessen, Regierungsbezirk Wiesbaden, Landkreis Wetzlar
- ab 1946: Deutsches Reich, Amerikanische Besatzungszone, Hessen, Regierungsbezirk Wiesbaden, Landkreis Wetzlar
- ab 1949: Bundesrepublik Deutschland, Hessen, Regierungsbezirk Wiesbaden, Landkreis Wetzlar
- ab 1968: Bundesrepublik Deutschland, Hessen, Regierungsbezirk Darmstadt, Landkreis Wetzlar
- ab 1971: Bundesrepublik Deutschland, Land Hessen, Regierungsbezirk Darmstadt, Kreis Wetzlar, Gemeinde Biebertal
- ab 1977: Bundesrepublik Deutschland, Land Hessen, Regierungsbezirk Darmstadt, Lahn-Dill-Kreis, Gemeinde Biebertal
- ab 1979: Bundesrepublik Deutschland, Land Hessen, Regierungsbezirk Darmstadt, Landkreis Gießen, Gemeinde Biebertal
- ab 1981: Bundesrepublik Deutschland, Land Hessen, Regierungsbezirk Gießen, Landkreis Gießen, Gemeinde Biebertal

### Gerichte seit 1803
In der Landgrafschaft Hessen-Darmstadt wurde mit Ausführungsverordnung vom 9. Dezember 1803 das Gerichtswesen neu organisiert. Für die Provinz Oberhessen wurde das „Hofgericht Gießen“ als Gericht der zweiten Instanz eingerichtet. Die Rechtsprechung der ersten Instanz wurde durch die Ämter bzw. Standesherren vorgenommen und somit war für Fellingshausen das „Landamt Gießen“ zuständig. Nach der Gründung des Großherzogtums Hessen 1806 wurden die Aufgaben der ersten Instanz 1821 im Rahmen der Trennung von Rechtsprechung und Verwaltung auf die neu geschaffenen Land- bzw. Stadtgerichte übertragen. „Stadtgericht Gießen“ war daher von 1821 bis 1866 die Bezeichnung für das erstinstanzliche Gericht, das für Fellingshausen zuständig war.
Nach der Abtretung des nordwestlichen Teil des Landkreises Gießen und mit ihm Fellingshausens an Preußen, infolge des Friedensvertrags vom 3. September 1866 zwischen dem Großherzogtum Hessen und dem Königreich Preußen wurde Fellingshausen vom Stadtgericht Gießen abgetrennt. Am 1. September 1867 erfolgte die Umbenennung des bisherigen Landgerichts in Amtsgericht Gladenbach und die Zulegung von Fellingshausen zu diesem Gericht. Die Gerichte der übergeordneten Instanzen waren das Kreisgericht Dillenburg und das Appellationsgericht Wiesbaden. Aufgrund des Gerichtsverfassungsgesetzes 1877 kam es mit Wirkung zum 1. Oktober 1879 zum Wechsel des Amtsgerichts in den Bezirk des neu errichteten Landgerichts Marburg. Mit dem Wechsel Fellingshausens 1932 in den Kreis Wetzlar, wechselt es auch in den Bereich des Amtsgerichts Wetzlar. Am 1. August 1979 wechselte Fellingshausen mit der Gemeinde Biebertal zum Bereich des Amtsgerichts Gießen.

## Bevölkerung

### Einwohnerstruktur 2011
Nach den Erhebungen des Zensus 2011 lebten am Stichtag dem 9. Mai 2011 in Fellingshausen 1782 Einwohner. Darunter waren 33 (1,8 %) Ausländer. Nach dem Lebensalter waren 285 Einwohner unter 18 Jahren, 732 zwischen 18 und 49, 444 zwischen 50 und 64 und 318 Einwohner waren älter. Die Einwohner lebten in 765 Haushalten. Davon waren 204 Singlehaushalte, 240 Paare ohne Kinder und 255 Paare mit Kindern, sowie 57 Alleinerziehende und 12 Wohngemeinschaften. In 153 Haushalten lebten ausschließlich Senioren und in 534 Haushaltungen lebten keine Senioren.

### Einwohnerentwicklung
| • 1577: | 26 Haushaltungen                |
| • 1648: | 21 Haushaltungen und 7 Gefreite |
| • 1742: | 43 Haushaltungen und 6 Gefreite |
| • 1806: | 436 Einwohner, 82 Häuser        |
| • 1829: | 552 Einwohner, 101 Häuser       |

| Fellingshausen: Einwohnerzahlen von 1791 bis 2011 | Fellingshausen: Einwohnerzahlen von 1791 bis 2011 | Fellingshausen: Einwohnerzahlen von 1791 bis 2011 | Fellingshausen: Einwohnerzahlen von 1791 bis 2011 | Fellingshausen: Einwohnerzahlen von 1791 bis 2011 |
| --- | ------------------------------------------------- | ------------------------------------------------- | ------------------------------------------------- | ------------------------------------------------- |
| Jahr |                                                   |                                                   |                                                   | Einwohner                                         |
| 1791 | 1791                                              |                                                   | 334                                               | 334                                               |
| 1800 | 1800                                              |                                                   | 353                                               | 353                                               |
| 1806 | 1806                                              |                                                   | 436                                               | 436                                               |
| 1829 | 1829                                              |                                                   | 552                                               | 552                                               |
| 1834 | 1834                                              |                                                   | 505                                               | 505                                               |
| 1840 | 1840                                              |                                                   | 533                                               | 533                                               |
| 1846 | 1846                                              |                                                   | 642                                               | 642                                               |
| 1852 | 1852                                              |                                                   | 657                                               | 657                                               |
| 1858 | 1858                                              |                                                   | 699                                               | 699                                               |
| 1864 | 1864                                              |                                                   | 726                                               | 726                                               |
| 1871 | 1871                                              |                                                   | 721                                               | 721                                               |
| 1875 | 1875                                              |                                                   | 751                                               | 751                                               |
| 1885 | 1885                                              |                                                   | 849                                               | 849                                               |
| 1895 | 1895                                              |                                                   | 881                                               | 881                                               |
| 1905 | 1905                                              |                                                   | 989                                               | 989                                               |
| 1910 | 1910                                              |                                                   | 1.015                                             | 1.015                                             |
| 1925 | 1925                                              |                                                   | 1.137                                             | 1.137                                             |
| 1939 | 1939                                              |                                                   | 864                                               | 864                                               |
| 1946 | 1946                                              |                                                   | 1.193                                             | 1.193                                             |
| 1950 | 1950                                              |                                                   | 1.154                                             | 1.154                                             |
| 1956 | 1956                                              |                                                   | 1.195                                             | 1.195                                             |
| 1961 | 1961                                              |                                                   | 1.266                                             | 1.266                                             |
| 1967 | 1967                                              |                                                   | 1.347                                             | 1.347                                             |
| 1970 | 1970                                              |                                                   | 1.342                                             | 1.342                                             |
| 1980 | 1980                                              |                                                   | ?                                                 | ?                                                 |
| 1990 | 1990                                              |                                                   | ?                                                 | ?                                                 |
| 2000 | 2000                                              |                                                   | ?                                                 | ?                                                 |
| 2011 | 2011                                              |                                                   | 1.782                                             | 1.782                                             |
| Datenquelle: Historisches Gemeindeverzeichnis für Hessen: Die Bevölkerung der Gemeinden 1834 bis 1967. Wiesbaden: Hessisches Statistisches Landesamt, 1968. Weitere Quellen: LAGIS; Zensus 2011 |                                                   |                                                   |                                                   |                                                   |

### Historische Religionszugehörigkeit
| • 1885: | 835 evangelische, keine katholische, 6 andere Christen, 8 Juden     |
| • 1961: | 964 evangelische (= 76,15 %), 181 katholische (= 14,30 %) Einwohner |

### Wirtschaft
Bis ins 19. Jahrhundert war Fellingshausen, wie die meisten Dörfer der Gegend, eine landwirtschaftlich geprägte Gemeinde. Ab Ende des 13. Jahrhunderts lässt sich Bergbautätigkeit in der Gegend um den Dünsberg feststellen. Mitte des 19. Jahrhunderts erwarben die Firmen Stumm und Buderus einige Gruben in Fellingshausen. Eisenerz war es, genauer Roteisenerz, das Fellingshausen begehrt für Bergbauunternehmen machte. Das Eisenerz wurde nach Wetzlar gebracht, um dort weiterverarbeitet zu werden. Die Gruben Friedberg, Meilhardt und Eleonore, um nur einige zu nennen, waren bis ins 20. Jahrhundert aktiv. Mit der Grube Friedberg schloss in den 1960er Jahren das letzte Bergwerk.
Die Zigarrenindustrie war ab Ende des 19. Jahrhunderts ein großer Wirtschaftszweig in Fellingshausen. In der Hochzeit dieser Industrie waren drei Zigarrenfabriken im Ort ansässig. Die Firma Rinn & Cloos, Heuchelheim, mit ihrem Gründer Ludwig Rinn baute ein Imperium der Tabakindustrie in Mittelhessen auf, deren Qualität und Ruhm bis nach Amerika und Asien reichte. Aber auch diese Industrie neigte sich nach dem Zweiten Weltkrieg dem Ende entgegen. Heute existieren noch die Gebäude von zwei der drei Zigarrenfabriken. Die eine dient als Mehrzweckhalle der Bevölkerung, die andere ist Standort für eine Arzt-, eine Massage- und eine Tierarztpraxis.

## Politik

### Ortsbeirat
Seit der Kommunalwahl 2021 wurden die Ortsbeiräte mit freien Listen gewählt. In der Gemeindevertretung Biebertal sind SPD, FWG, CDU, B90/Grüne sowie FDP vertreten. Ortsvorsteher ist Alfons Lindemann.
Im Gemeindevorstand ist Peter Kleiner (CDU) als 1. Beigeordneter vertreten.

### Liste der Bürgermeister
Soweit Name und Daten bekannt sind.
- 1711 Hans Ludwig Hörr
- 1721 Johannes Andreas Weber
- 1792 Johannes Gerlach II.
- 1802 Schleenbecker
- 1816 Georg Philipp Muth
- 1822–1827 Philipp Crombach
- 1859 Johannes Christoph Gerlach
- 1859–1870 Christoph Gerlach
- 1870–1880 Johannes Ludwig Gerlach
- 1880–1898 Wilhelm Wagner II.
- 1898–1916 Johann Georg Wagner
- 1916–1923 Wilhelm Muth
- 1923–1929 Wilhelm Weber (SPD)
- 1929–1937 Georg Wagner
- 1937–1945 Ludwig Dönges
- 1945–1948 Ludwig Bender (SPD)
- 1948–1956 Wilhelm Mattern (SPD)
- 1956–1960 Ludwig Bender (SPD)
- 1960–1966 Fritz Gerlach (SPD)
- 1966–1970 Helmut Wehn (SPD)

Letzter und zugleich erster hauptamtlicher Bürgermeister der Gemeinde Fellingshausen war Helmut Wehn (SPD) 1966–1970.  Der Ausbau der Sandkaute, sowie die Gestaltung der Anlage Ortsausgang fallen in seine Amtszeit. Fellingshausen wurde auf sein Betreiben mit dem Prädikat Staatlich anerkannter Erholungsort ausgezeichnet.

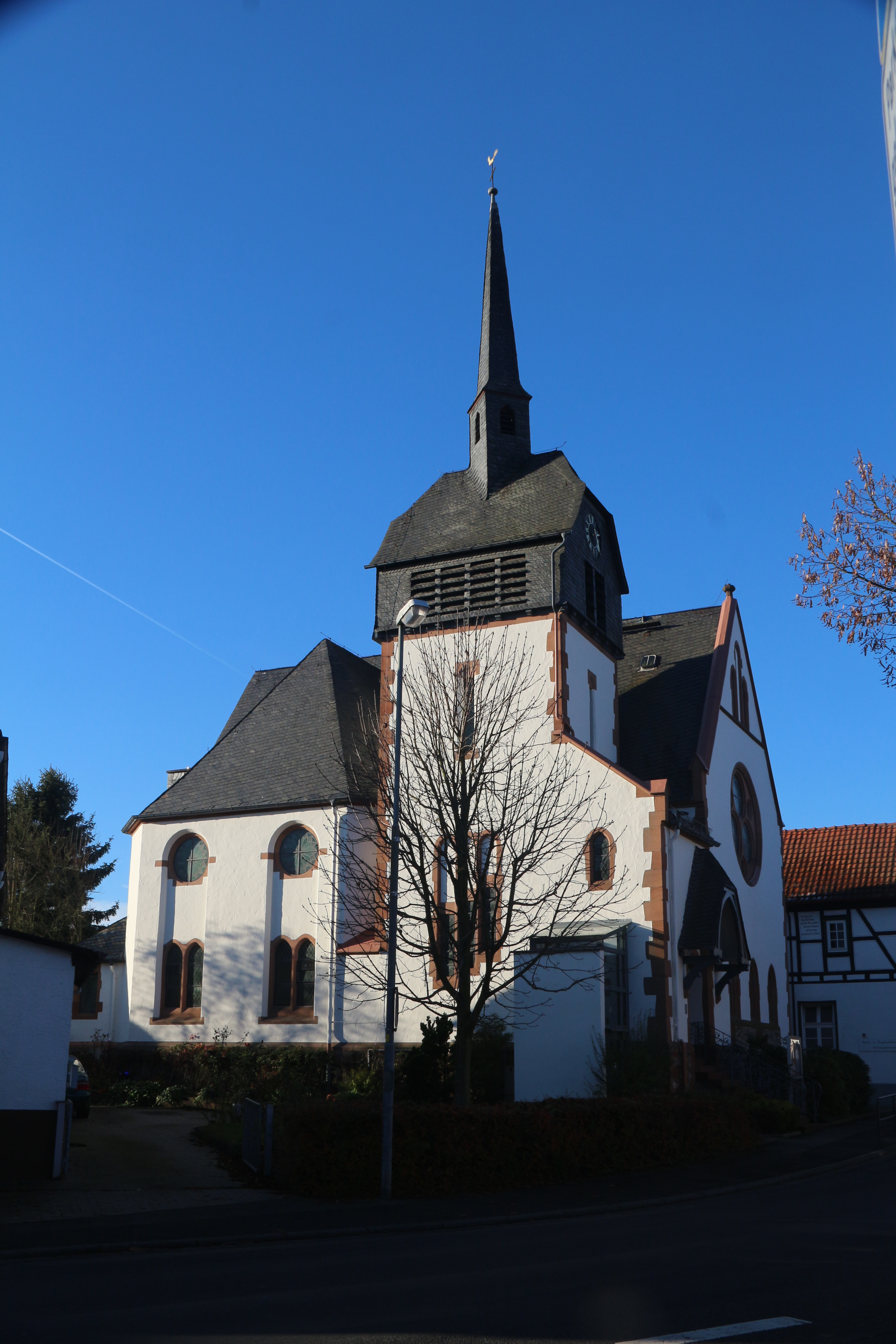
Ev. Kirche

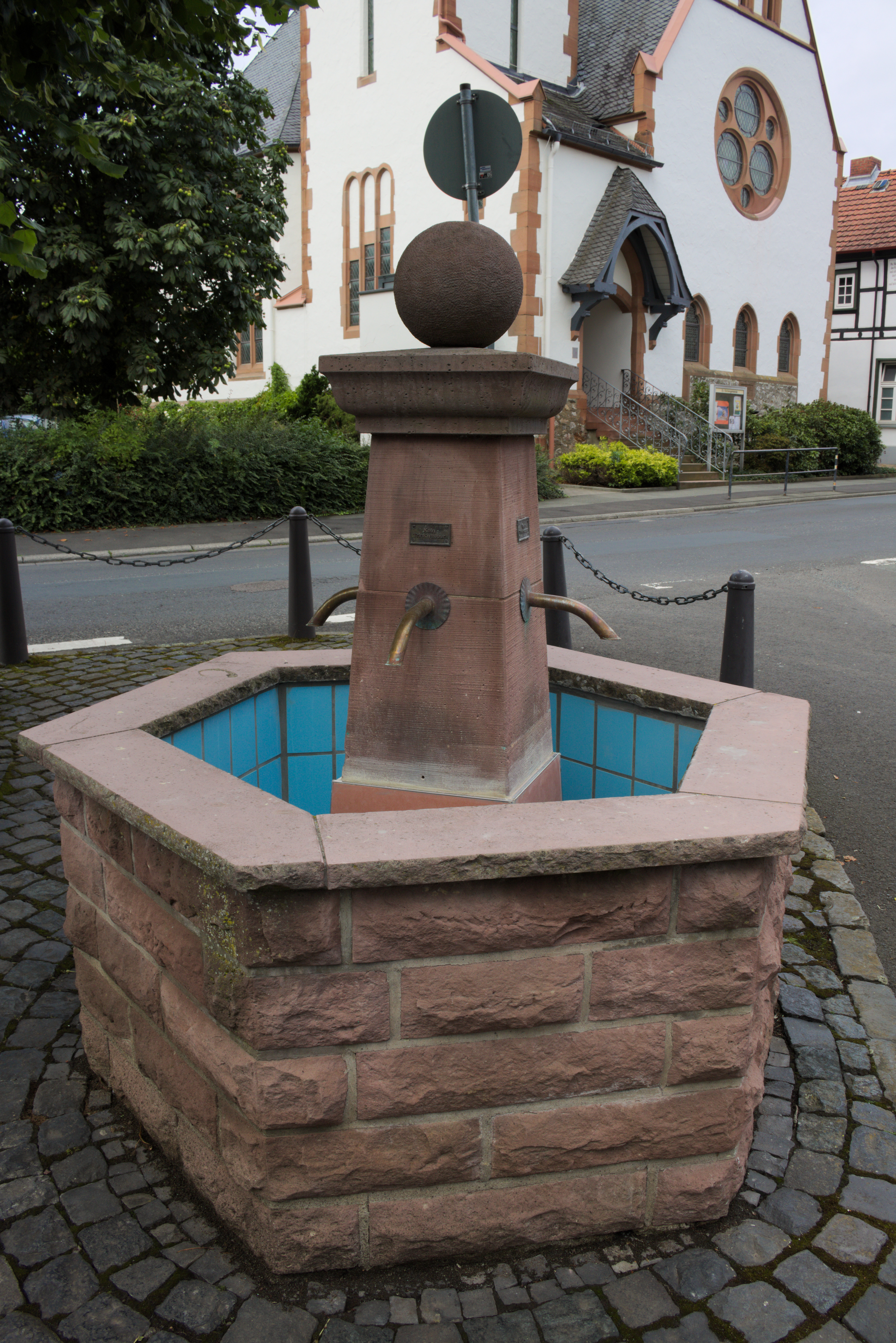
Der Brunnen im Dorfkern in Fellingshausen, direkt vor der Kirche

### Wappen
Auf Initiative von Bürgermeister Helmut Wehn fasste der Gemeindevorstand am 19. März 1968 den Beschluss, für die Gemeinde Fellingshausen ein Wappen einzuführen. Nach der Genehmigung durch die Gemeindevertretung wurde das Hauptstaatsarchiv in Wiesbaden damit beauftragt, einen Entwurf anfertigen zu lassen. Auf Empfehlung des Heraldikers Heinz Ritt aus Bad Nauheim wurde vom Hessischen Innenministerium am 13. März 1970 der Gemeinde Fellingshausen im damaligen Landkreis Wetzlar ein Wappen mit folgender Blasonierung verliehen: In schräggeteiltem Schild oben in Gold ein roter Fuchs, unten in Rot drei schräg aneinandergereihte goldene Rauten.
Von den Einwohnern und den Vereinen wurde das Wappen gut angenommen. Bürgermeister Wehn legte großen Wert darauf, dass das Wappen im Auseinandersetzungsvertrag der Gemeinde Biebertal berücksichtigt wurde und in das neue Biebertaler Gemeindewappen integriert wurde.

## Kultur und Sehenswürdigkeiten
- Dünsberg
- Keltische Ringwälle
- Keltentor und Keltengehöft (Nachbildung)
- Evangelische Kirche Fellingshausen von 1900 im Stil des Historismus
- zahlreiche Fachwerkhäuser
- Brunnen

### Sport- und Freizeitmöglichkeiten
- Sportplatz
- zahlreiche gut ausgebaute Rad- und Wanderwege
- Elisabethen-Weg von Marburg ins Kloster Altenberg

### Vereine
In Fellingshausen besteht ein reges Vereinsleben. Alle zwei Jahre gestalten alle Vereine das „Brunnenfest“, meist im August oder September. Jährlich richtet die Freiwillige Feuerwehr das Waldfest am Himmelfahrtstag aus. Seit 2011 richtet die Burschen- und Mädchenschaft Füchse Fellingshausen jährlich ein Sonnwendfest am Festplatz aus.
- Altburschen Vierjahreszeiten
- Burschen und Mädchenschaft Füchse Fellingshausen
- Freiwillige Feuerwehr Fellingshausen
- Gesangverein Concordia
- Angelsportverein
- Biebertaler Schachfreunde
- Breitensportverein Biebertal
- Förder und Freundeskreis der Grundschule am Keltentor
- Natur und Vogelschutzverein
- Taekwon Do Sportschule Biebertal
- TSV Fellingshausen
- ROCKnacht Fellingshausen

### Dolles Dorf
Am 1. Februar 2008 wurde Fellingshausen in der Hessenschau des hr-fernsehens als Dolles Dorf gezogen. Seit 1974 werden alle hessischen Dörfer, die unter 2000 Einwohner haben, vorgestellt. Der Beitrag wurde am 3. Februar im hr ausgestrahlt. 2008 hatte Fellingshausen die Chance, auf dem Hessentag in Homberg (Efze) Hessens Dolles Dorf 2008 zu werden. Sieger wurde Friedigerode.

## Öffentliche Einrichtungen

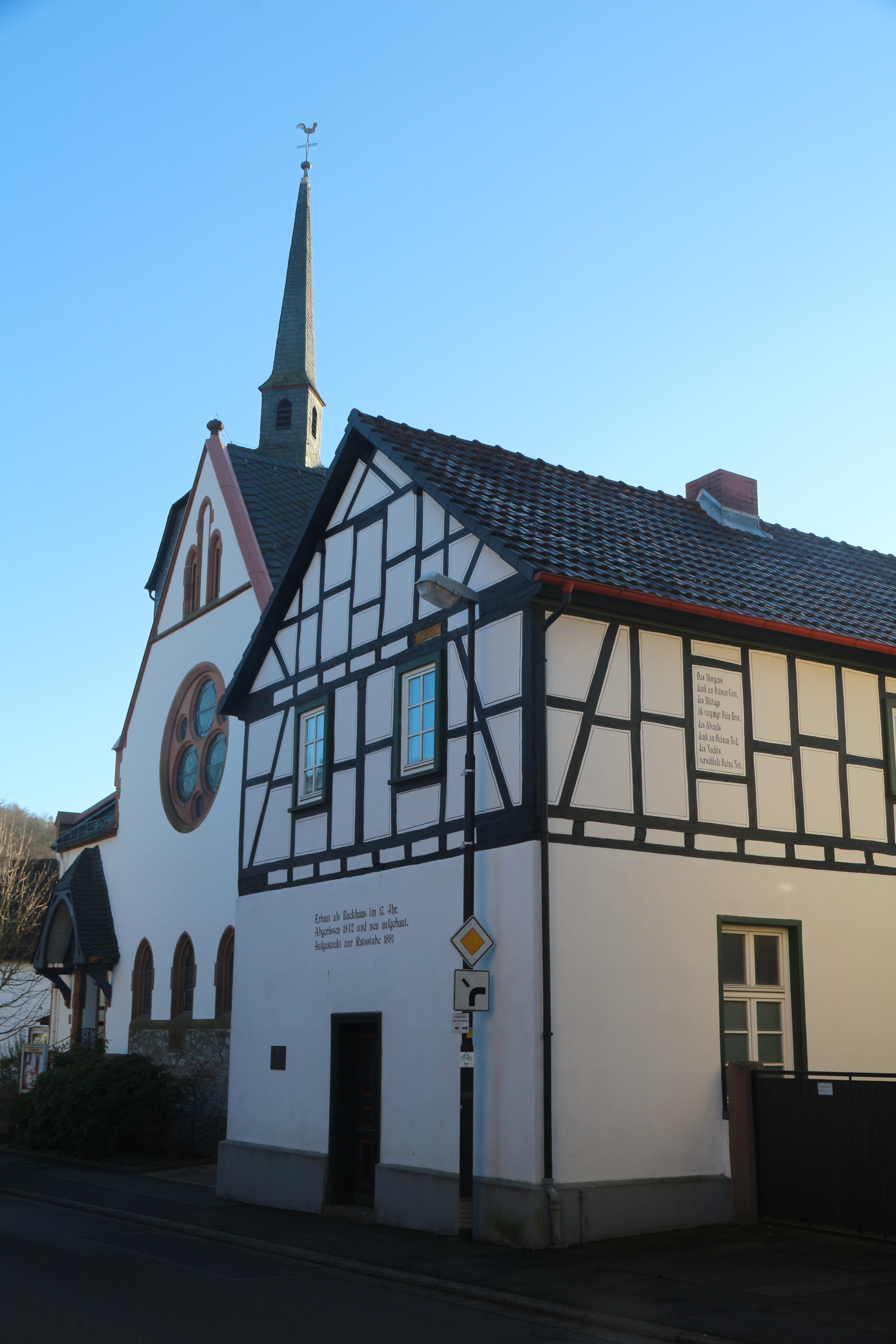
Ehem. Backhaus neben der Kirche

Sandkaute Panorama

- Grundschule
- Mehrzweckhalle
- Backhaus
- Schutzhütte „Sandkaute“